# Jean Baudrillard
Jean Baudrillard (Reims, 1929. július 27. – Párizs, 2007. március 6.) francia szociológus, filozófus, politika- és kultúraelméleti gondolkodó, fotográfus. Főként a média, a kortárs kultúra és a technológiai kommunikáció elemzőjeként ismert. A szimuláció és a hiperrealitás koncepciójának megalkotójaként tartják számon. Számos témában írt műveket, például a konzumizmust, a nemi szerepeket, a közgazdaságtant, a társadalomtörténetet, a művészeteket, a nyugati külpolitikát és a pop-kultúrát is érintve. Legismertebb művei a Simulacres et simulation (1981), az Amérique (1986) és a La Guerre du Golfe n'a pas eu lieu (1991). Munkásságát gyakran a posztmodernizmushoz és a poszt-strukturalizmushoz kötik.

## Élete
Nagyszülei parasztok, édesapja rendőr volt. Először germanisztikát tanult a Sorbonne-on Párizsban. 1958-tól 1966-ig némettanár volt egy francia gimnáziumban. Ezen kívül kritikusként valamint fordítóként (Friedrich Hölderlin, Bertolt Brecht, Peter Weiss) is tevékenykedett. Mindeközben filozófiát és szociológiát tanult a Párizs-Nanterre-i Egyetemen. 1968-ban ott doktorált Henri Lefebvre-nél Le Système des objets címmel. Még ugyanabban az évben szociológiai tanszékvezető lett a Párizs-Nanterre-i Egyetemen. 1966-tól 1970-ig mint Maître assistant oktatott majd 1970-től 1972-ig mint Maître de conférences en sociologie.
1976-ban jelent meg fő műve, A szimbolikus csere és a halál, amelyben Georges Bataille befolyása érzékelhető, és ami rövid időn belül a posztmodern gondolkodás egyik fő alkotása lett. 1987-ben az elméletét összefoglaló L'Autre par lui-même („A másik önmagában”) című munkájával habilitált. 1986-tól 1990-ig tudományos igazgató (Directeur scientifique) volt az Université de Paris-IX Dauphine szociológiai intézetében (Institut de recherche et d'information socio-économique). 1995-ben (Peter Greenaway-jel közösen) kitüntették a Siemens-Média-díjjal (Siemens-Medien-Preis). Baudrillard haláláig a European Graduate School professzora volt a svájci Saas-Feeben. Hosszú betegség után hunyt el 2007. március 6-án Párizsban.

## Művei
- Le Système des objets (1968), Gallimard, Paris
- La Société de consommation (1970)
- Pour une critique de l'économie politique du signe (1972)
- Le Miroir de la production (1973)
- L’Échange symbolique et la mort (1976), éd. Gallimard, Paris
- La Consommation des signes (1976)
- Oublier Foucault (1977), col. Espace critique, dir. Paul Virilio; éd. Galilée, Paris
- L’Effet Beaubourg (1977)
- À l'ombre des majorités silencieuses (1978)
- L’Ange de stuc (1978)
- De la séduction (1979)
- Enrico Baj (1980)
- Cool Memories (1980–1985)
- Simulacres et simulation (1981)
- À l'ombre des majorités silencieuses (1982)
- Les Stratégies fatales (1983), éd. Grasset, Paris
- La Gauche divine (1985), éd. Grasset, Paris
- L’Autre par lui-même (1987), éd. Galilée, Paris
- Cool Memories 2 (1987–1990)
- La Transparence du mal (1990)
- La Guerre du Golfe n'a pas eu lieu (1991)
- L’Illusion de la fin ou la grève des événements (1992)
- Fragments, Cool Memories 3 (1991–1995)
- Figures de l'altérité (1994)
- La Pensée radicale (1994)
- Le Crime parfait (A tökéletes bűntény) (1995)
- Le Paroxyste indifférent, entretiens avec Philippe Petit (1997)
- Amérique (1997)
- Écran total (1997)
- De l'exorcisme en politique, ou la conjuration des imbéciles (1997)
- Car l'illusion ne s'oppose pas à la réalité (1997)
- Le Complot de l'art (1997)
- Illusion, désillusion esthétiques (1997)
- À l'ombre du millénaire ou le suspens de l'An 2000" in La grande mutation; enquête sur la fin d'un millénaire (1998)
- L’Échange impossible (1999)
- Sur le destin (1999)
- Sur la photographie (1999)
- Cool Memories IV (2000)
- Les Objets singuliers : architecture & philosophie (2000)
- Le Complot de l'art, entrevues (2000)
- D'un fragment à l'autre, entretiens avec François L'Yvonnet (2001)
- Mots de passe (2000)
- L’Élevage de poussière (2001)
- Le Ludique et le policier (2001)
- Au royaume des aveugles (2002)
- Power Inferno; Requiem pour les Twins Towers; Hypothèse sur le terrorisme; La violence du Mondial (2002)
- L’Esprit du terrorisme (2002)
- Pataphysique (2002)
- La Violence du monde avec Edgar Morin; éd. du Félin, Paris; (2003)
- Au jour le jour, 2000-2001 (2003)
- Le Pacte de lucidité ou l'intelligence du mal (2004)
- Cahier de l’Herne n°84, dirigé par François L'Yvonnet (2005)
- Cool Memories V (2005), éd. Galilée, Paris.
- À propos d'Utopie, entretien avec Jean-Louis Violeau (2005)
- Oublier Artaud, avec Sylvère Lotringer (2005)
- Les Exilés du dialogue, avec Enrique Valiente Noailles (2005)

### Magyarul
- A tárgyak rendszere; utószó Miklós Pál, ford. Albert Sándor; Gondolat, Bp., 1987
- Amerika; ford. Tótfalusi Ágnes; Magvető, Bp., 1996 (Lassuló idő)
- A rossz transzparenciája. Esszé a szélsőséges jelenségekről; ford. Klimó Ágnes; Balassi–BAE Tartóshullám–Intermedia, Bp., 1997 (Tartóshullám)
- Az utolsó előtti pillanat. A közönyös paroxista. Beszélgetések Philippe Petit-vel; ford. Tótfalusi Ágnes; Magvető, Bp., 2000 (Lassuló idő)
- A művészet összeesküvése / Esztétikai illúzió és dezillúzió; előszó Sylvère Lotringer, ford. Pálfi Judit; Műcsarnok, Bp., 2009 (Elmegyakorlat. Műcsarnok-könyvek)